# Euxesta atlantica
Euxesta atlantica är en tvåvingeart som beskrevs av Ahlmark 1995. Euxesta atlantica ingår i släktet Euxesta och familjen fläckflugor.
Artens utbredningsområde är Florida. Inga underarter finns listade i Catalogue of Life.